# 列夫一世·丹尼洛維奇
列夫·丹尼洛維奇（烏克蘭語：Лев Дани́лович，約1228年—約1301年），羅斯國王、加利奇和沃里尼亞王公，1264年至1301年在位。

## 家庭
1247年，列夫與匈牙利國王貝拉四世的女兒康斯坦莎結婚，兩人共有1子2女：
1. 尤里·列沃維奇（約1252年—1308年）
2. 斯維雅托絲拉瓦（？年—1302年）
3. 安娜斯塔西婭（烏克蘭語：Анастасія Львівна）（？年—1335年）